# Министерство здравоохранения Республики Абхазия
Министерство здравоохранения Республики Абхазия (абх. Аҧсны Аҳәынҭқарра Агәабзиарахьчара аминистрра) — центральный орган государственного управления, обеспечивающим, реализацию государственной политики в сфере здравоохранения в соответствии с действующим законодательством Республики Абхазия.

## Структура
- центральный аппарат Минздрава Республики Абхазия с управлением лечебно-профилактической помощи и отделами;
- органы управления здравоохранения администрации районов в лице главных врачей Центральных районных больниц;
- отдел здравоохранения администрации г. Сухум;
- Санитарно-эпидемиологическая служба, средние учебные медицинские заведения;
- общелечебная сеть Республики Абхазия.

## Руководство
| № | ФИО                       | Звание    | Дата назначения | Дата освобождения | Примечания |
| - | ------------------------- | --------- | --------------- | ----------------- | ---------- |
| 1 | Маршан Зураб Георгиевич   |           | 25 февраля 2005 | 15 октября 2014   |            |
| 2 | Гунба Давид Дмитриевич    |           | 15 октября 2014 | 28 октября 2014   | [ 1 ]      |
| 3 | Гоов Андзор Назрунович    | профессор | 28 октября 2014 | 5 июня 2017       | [ 2 ]      |
| 4 | Цахнакия Тамаз Мурманович |           | 5 июня 2017     | 11 мая 2021       |            |
| 5 | Бутба Эдуард Валерьянович |           | 11 мая 2021     |                   |            |